# مورانزنگو
مورانزنگو (به ایتالیایی: Moransengo) یک کومونه در ایتالیا است که در استان آسته واقع شده‌است.

## خصوصیات
مورانزنگو ۵٫۴ کیلومترمربع مساحت و ۲۰۷ نفر جمعیت دارد و ۴۰۰ متر بالاتر از سطح دریا واقع شده‌است.